# Santuario della Madonna di Montalto
Il santuario della Madonna di Montalto,  primitiva chiesa di Montalto o chiesa di Santa Maria dell'Alto e monastero dell'Ordine cistercense è un luogo di culto di Messina che sorge sul colle della Caperrina , tra la via Dina e Clarenza e piazza Basicò.

## Storia
Il tempio fu edificato sul monte della Caperrina nel 1286 quattro anni dopo gli eventi noti come Vespri Siciliani e il breve regno di Pietro I di Sicilia.
La tradizione vuole che sia stato il volo di una colomba ad individuare il luogo e definire i contorni dell'edificio, testimoni dell'evento le più alte cariche del Senato Messinese.
A murare la prima pietra intervenne la regina Costanza II di Sicilia, vedova di Pietro. Il figlio, Re Federico III di Sicilia, dopo gli intestini contrasti col fratello e predecessore Giacomo II, lo dotò di rendite e privilegi con diploma datato 8 agosto 1297.
Nel 1389 l'arcivescovo di Messina, il milanese Maffiolo Lampugnani, lo consacrò solennemente. Circa un secolo dopo nel 1483, autorizzate da Papa Urbano VI, le religiose del monastero di Santa Maria di Gesù denominato «Santa Maria di Monte Carmelo» nella fiumara San Michele, poterono trasferirsi presso questa sede.

### Epoca contemporanea

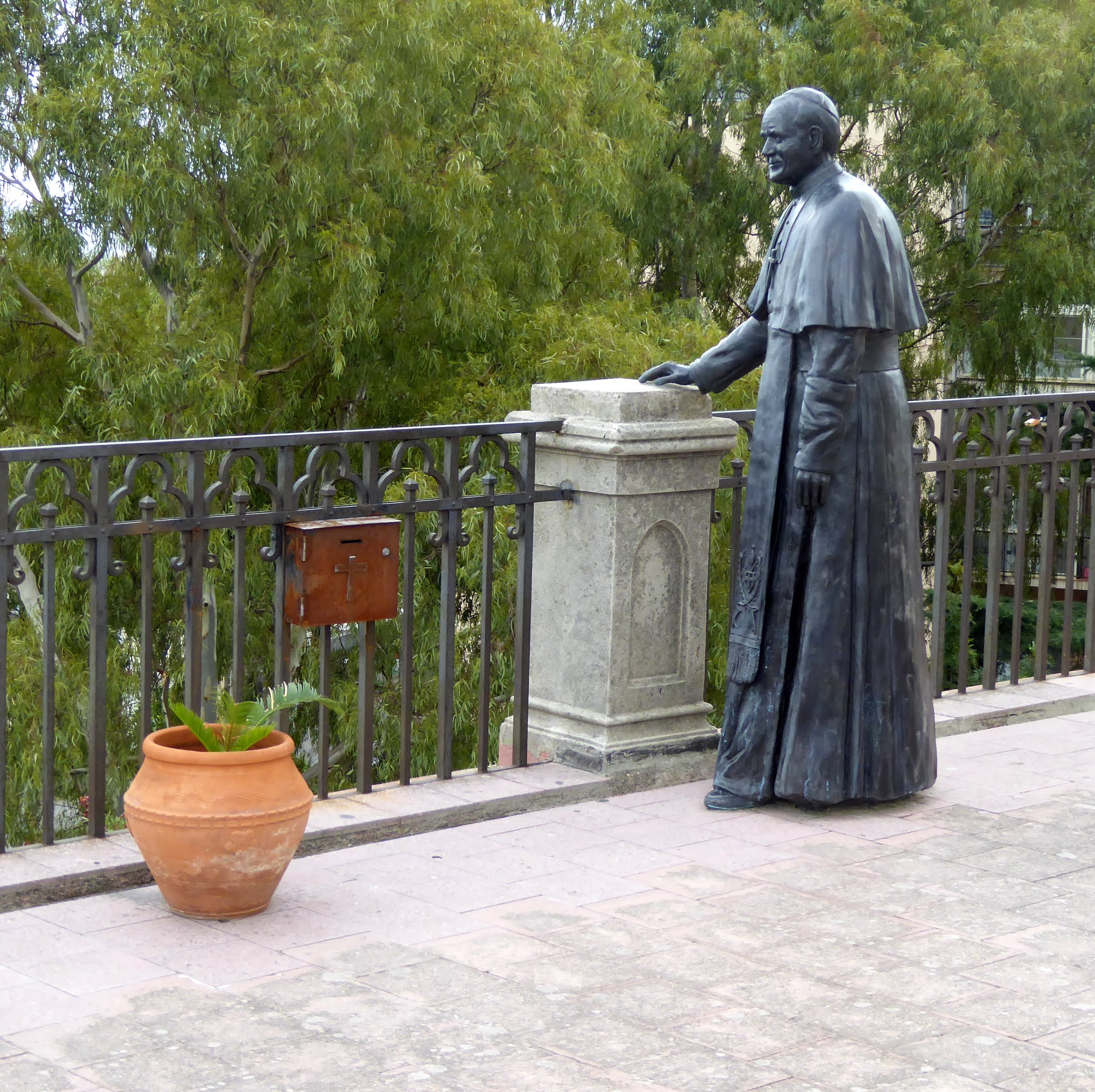
La statua di papa Giovanni Paolo II

Sito in posizione preminente sul colle della Caperrina, fu il primo edificio di culto ricostruito nel dopo terremoto del 1908; il santuario è legato alla tradizione dell'apparizione della Madonna in difesa dei messinesi assediati dai Francesi nel corso della guerra del Vespro (Madonna delle Vittorie).
Il prospetto, rivolto verso il mare, fu rifatto nel 1930 con due campanili a cuspide che affiancano la facciata. Anche dalla piazza antistante a questa chiesa si gode del panorama sullo stretto di Messina, lodato dal papa Giovanni Paolo II nel corso della sua visita alla città del 1988.
Proprio per ricordare quel momento, sulla veranda belvedere è stata posta una statua a grandezza naturale che raffigura il pontefice polacco mentre ammira la splendida veduta della città.

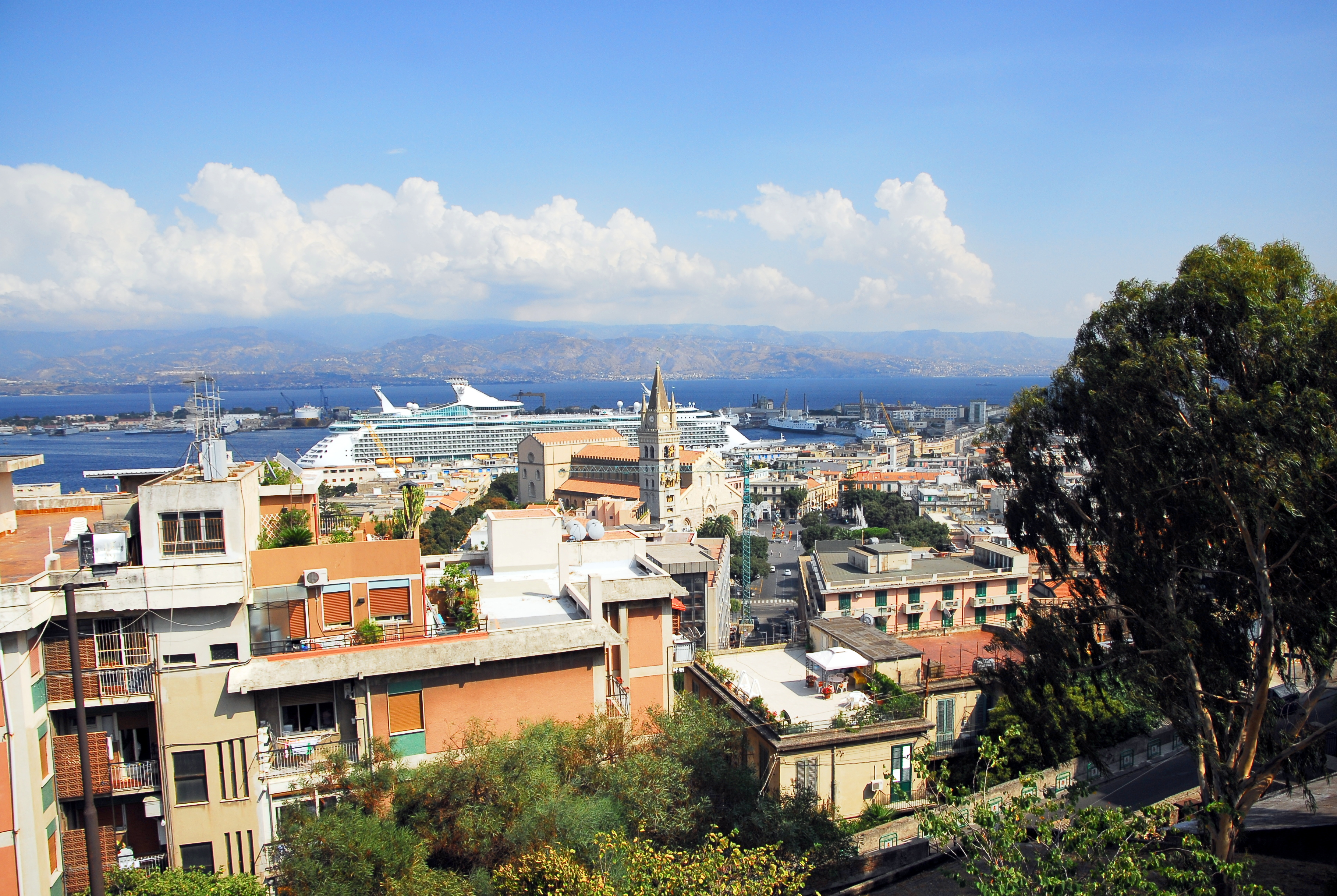
Panorama di Messina dalla chiesa di Montalto.

## Opere
Sono documentate:
- XVI secolo, San Benedetto e San Bernardo, olio su tavola, opera di Francesco Cardillo.[5]
- XVI secolo, Visitazione della Vergine a Santa Elisabetta, olio su tavola, opera di Francesco Cardillo.[5]
- 1702 c., Adorazione dei pastori, Adorazione dei Magi, Davide e Isaia, dipinti su tela, opere di Placido Celi.

## Monastero
Affidato alle cure delle religiose dell'Ordine Cistercense che avevano il loro monastero presso la fiumara San Michele, approssimativamente ove ora sorge la chiesa del Villaggio Ritiro, monastero di Santa Maria di Gesù denominato «Santa Maria di Monte Carmelo».
Le cistercensi superando ostacoli di vario genere, tra cui l'originario impegno di non trasferirsi accanto ad esso, acquistarono nuovo terreno e costruirono un convento che conobbe periodi di grande prosperità.
L'emanazione delle leggi eversive determinarono la soppressione dell'istituzione nel 1866, il terremoto del 1908 ridusse le strutture ad un cumulo di macerie, insieme al santuario.

## Chiesa di Santa Maria dell'Alto Basso
Chiesa di Santa Maria dell'Alto Basso sotto il titolo di Santa Maria della Lettera.
Ubicata ad un livello leggermente inferiore alla precedente, si distingueva da essa per l'aggiunta dell'appellativo Basso:
- ?, Madonna della Lettera, dipinto presso la Cappella della Madonna della Lettera.[6]
- XVI secolo, Natività del Signore, dipinto, opera iniziata da Polidoro da Caravaggio e terminata da Deodato Guinaccia.[6]

### Compagnia dei Barbieri
Sodalizio attestato presso il luogo di culto.